# Santanmantis axelrodi
Santanmantis axelrodi (лат.) — вид вымерших богомолов, единственный в роде Santanmantis и семействе Santanmantidae Grimaldi, 2003. Обнаружен в меловых отложениях Южной Америки (Бразилия, Ceara, Crato, формация Santana, около 120 млн лет, верхний апт).

## Описание
Мелкого размера богомолы, размер тела 10,2×2,2, передние крылья 12,0×3,2, задние крылья 11,6×5,5 мм. Отличаются от всех богомолов жилкованием крыльев и относительно длинными крыльями (и коротким брюшком): крылья выступают почти на одну треть от своей длины за кончик брюшка. Это состояние занимает промежуточное положение между Isoptera и прочими Dictyoptera. Жилкование сильно редуцировано, так что жилка М имеет только 2 ветви (против 3 или 4 у других примитивных богомолов), а жилка CuA имеет только 4 главные ветви (против 5 или более у других богомолов). Характерны плезиоморфные признаки: короткий проторакс; пронотум шире своей длины (почти дискоидальный); как минимум, средние бёдра (и, вероятно, задние бёдра) несут вентральный ряд шипиков; средние и задние ноги тонкие и длинные. Усики нитевидные, по крайней мере базальные десять флагелломеров в 2,5 раза длиннее своей ширины; скапус и педицель мелкие. Глаза крупные, расположены на голове фронтально и несколько латерально.
Вид Santanmantis axelrodi был впервые описан в 2003 году американским палеоэнтомологом Дэвидом Гримальди (Grimaldi David A., American Museum of Natural History, США), вместе с видами Ambermantis wozniaki, Burmantis asiatica, Burmantis lebanensis, Burmantis burmitica.
Родовое название Santanmantis дано по имени первого места обнаружения (формация Santana). Видовое название axelrodi дано в честь Герберта Аксельрода (Dr. Herbert Axelrod).

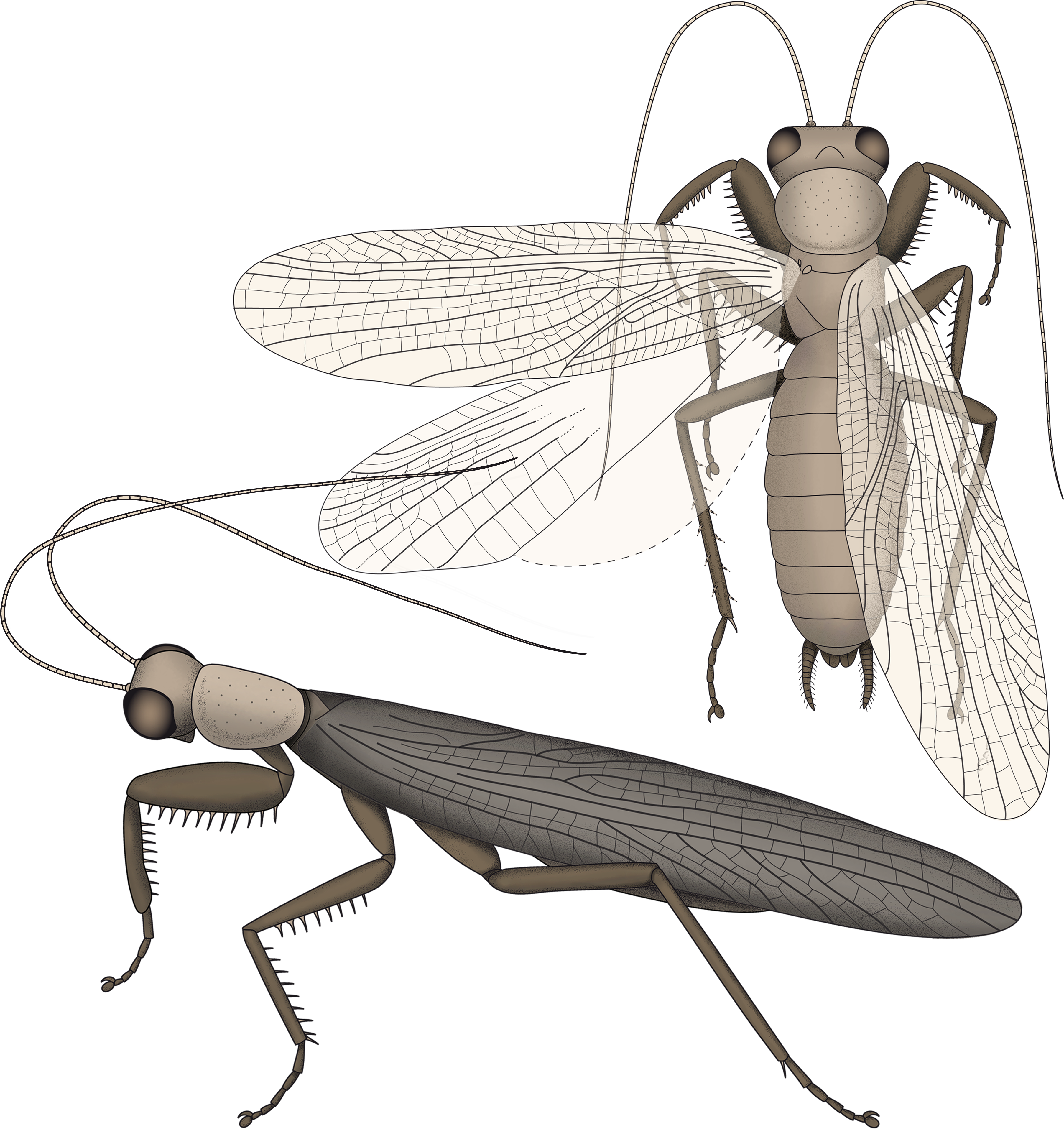
Реконструкция